# Bunocephalus coracoideus
Bunocephalus coracoideus is een straalvinnige vissensoort uit de familie van de braadpan- of banjomeervallen (Aspredinidae). De wetenschappelijke naam van de soort is voor het eerst geldig gepubliceerd in 1874 door Cope.